# Wang Yanlin
Wang Yanlin (chino simplificado: 王彦霖, Pinyin: Wáng Yànlín, nacido el 28 de julio de 1989 en Anshan, China.) también conocido como Ian Wang, es un actor chino.

## Biografía
Asistió a la Academia de Teatro de Shanghái (inglés: "Shanghai Theatre Academy").
Es buen amigo de los actores chinos Yang Yang, Qu Zheming, Qin Junjie, Elvis Han, Dylan Wang y Yin Zheng, así como de los cantantes Huang Zitao y Chen Linong.
En marzo de 2021 reveló que estaba saliendo con la actriz china Ai Jiani, con quien estudió. En mayo del mismo año la pareja anunció que se habían casado. Finalmente en julio del mismo año celebraron la fiesta en Sanya.

## Carrera
Es miembro de la agencia "Tangren Media" y "Wang Yanlin Studio".
En julio del 2015 se unió al elenco principal de la serie Wu Xin: The Monster Killer donde dio vida al general Gu Xuan Wu, un señor de la guerra local que tiene un espíritu maligno viviendo en su casa principal, Xuan Wu se convierte en el primer cliente y amigo de Wu Xin (Elvis Han), cuando percibe el mal y la muerte en una de sus propiedades.
En febrero del 2017 se unió al elenco principal de la primera temporada de la serie The Starry Night, The Starry Sea donde interpretó a Zhu Yiyang, un cobarde gánster que protege en silencio a Zhou Buyan (Guo Xiaoting), de quien está enamorado.
El 14 de agosto del mismo año se unió al elenco de la segunda temporada de la serie Wu Xin: The Monster Killer 2 donde dio vida a Gu Ji, el hijo del General Gu, un hombre que se ve exactamente igual a su padre, pero que vive una vida completamente diferente.
Ese mismo año se unió al elenco recurrente de la serie Across The Ocean To See You donde interpretó a Su Chang, el hermano de Su Mang (Wang Likun).
El 16 de febrero del 2018 se unió al elenco de la película Operation Red Sea donde interpretó a Luo Xing, el principal francotirador del equipo Jiaolong.
Ese mismo año se unió al elenco principal de la popular serie Princess Agents donde dio vida a Yuwen Huai, un joven maestro de la tercera casa, un hombre siniestro y manipulador, así como el primo y mayor rival de Yuwen Yue (Lin Gengxin) en la lucha por el poder.
En el 2019 se unió al elenco principal de la séptima temporada del programa chino Keep Running.
El 25 de enero del 2020 se unirá al elenco de la película The Rescue (紧急救援).
En el 2021 se unirá al elenco recurrente de la serie You Are My Glory donde dará vida a Cui Liang, el mejor amigo de Yu Tu (Yang Yang).

## Filmografía

### Series de televisión
| Año             | Título                           | Personaje             | Notas            |
| --------------- | -------------------------------- | --------------------- | ---------------- |
| 2022 - presente | Chinese Peacekeeping Force       | Nie Feng              |                  |
| 2021 - presente | You Are My Glory                 | Cui Liang             |                  |
| 2020 - presente | G.O.D: Game of Death             | Liu Zetian            |                  |
| 2018            | Lost in 1949                     | -                     | ep. #4 - (cameo) |
| 2018            | The Big Bug                      | Li Jinshui / Jin Jiji | 24 episodios     |
| 2018            | Detective Dee                    | -                     | (cameo)          |
| 2017            | Wu Xin: The Monster Killer 2     | Gu Ji                 | 27 episodios     |
| 2017            | Princess Agents                  | Yuwen Huai            |                  |
| 2017            | Across The Ocean To See You      | Su Chang              |                  |
| 2017            | The Starry Night, The Starry Sea | Zhu Yiyang            |                  |
| 2017            | Love & Life & Lie                | Pei Jiaqi             |                  |
| 2016            | Plastic Surgery Season           | -                     | (cameo)          |
| 2016            | Yi Guan Xiao Zhan 2              | Liu Song              | 48 episodios     |
| 2016            | Remembering Lichuan              | Xie Xiao Dong         |                  |
| 2016            | Go! Goal! Fighting!              | Cong Yue              |                  |
| 2015            | The Legend of Qin                | Dong Guo Zhi          |                  |
| 2015            | Wu Xin: The Monster Killer       | Gral. Gu Xuan Wu      | 20 episodios     |
| 2015            | Lady & Liar                      | Shi Tou               |                  |
| 2015            | Tour Between Two Lovers          | Secretario Wang       |                  |
| 2011            | My Splendid Life                 | Zheng Qi              |                  |

### Películas
| Año  | Título            | Personaje | Notas                                                              |
| ---- | ----------------- | --------- | ------------------------------------------------------------------ |
| 2020 | The Rescue        | -         | junto a Eddie Peng, Xin Zhilei, Xu Yang, Guo Xiao Dong y Wei Daxun |
| 2019 | Graduating        | Zhou Quan |                                                                    |
| 2018 | Operation Red Sea | Luo Xing  | junto a Zhang Yi, Huang Jingyu, Du Jiang, Hai Qing y Wang Yutian   |
| 2017 | Chongqing Hot Pot | Ladrón    | junto a Chen Kun, Bai Baihe, Qin Hao y Yu Entai - (cameo)          |

### Programas de variedades
| Año             | Título                             | Notas                  |
| --------------- | ---------------------------------- | ---------------------- |
| 2021 - presente | Meet You In a Parallel Universe    | [ 13 ]                 |
| 2019 - 2020     | The Protectors                     | 12 episodios - miembro |
| 2019            | Keep Running                       | miembro                |
| 2017 - 2020     | Happy Camp                         | 7 episodios - invitado |
| 2018            | Hi Roommate (Hi室友)               | miembro                |
| 2017            | The Birth of An Actor (演员的诞生) | (ep. #4) - invitado    |

### Eventos
| Año  | Título                                  | Notas       |
| ---- | --------------------------------------- | ----------- |
| 2019 | BVLGARI Serpenti Seduttori Launch Event | en Shanghái |

### Revistas / sesiones fotográficas
| Año  | Título         | Notas                                         |
| ---- | -------------- | --------------------------------------------- |
| 2021 | Bazaar Star    | junto a Li Yitong                             |
| 2019 | Rayli Magazine | junto a Li Xirui - (publicación de diciembre) |

## Discografía

### Sencillos
| Año  | Canción      | Álbum                 | Notas                                                                |
| ---- | ------------ | --------------------- | -------------------------------------------------------------------- |
| 2019 | 造亿万吨光芒 | OST de "Keep Running" | junto a Li Chen, Zheng Kai, Song Yuqi, Lucas, Zhu Yawen y Angelababy |